# Ottavo concerto per orchestra (Petrassi)
L’Ottavo concerto per orchestra è una composizione di Goffredo Petrassi scritta nel 1970-72

## Storia della composizione
Dopo aver terminato il Settimo Concerto per orchestra, Petrassi si dedicò alla stesura di differenti tipi di opere tra cui i Mottetti per la Passione (concepiti per coro misto a cappella) e le musiche per il film «La Bibbia» nel 1965, cui seguirono gli Estri per quindici esecutori (1966-67), l’Ottetto per ottoni (1968) e Souffle per flauto in do, flauto in sol e ottavino (1969). L’interesse del maestro per la musica da camera proseguì nel 1971 che vide la creazione di Elogio per un’ombra (violino solo) e Nunc (chitarra), poi nel 1972 fu la volta di Ala per flauto, ottavino (un esecutore) e clavicembalo. Nel frattempo, Petrassi aveva ricevuto dagli Stati Uniti d’America la richiesta di scrivere un nuovo concerto per orchestra, al quale iniziò a dedicarsi con il consueto impegno a partire dal 1970. Destinatario dell’opera, portata a termine due anni dopo, un complesso prestigioso come l’Orchestra Sinfonica di Chicago, che eseguì l’Ottavo Concerto per la prima volta il 28 settembre 1972 sotto la direzione di Carlo Maria Giulini.
Un destino particolare di questa nuova opera è stato quello di dividere il giudizio di alcuni dei principali studiosi dell’opera di Petrassi. Così, John Weissmann vi ravvisava una tendenza conservatrice, volta a mantenere e, se possibile, estendere ed elaborare i risultati di precedenti innovazioni, precisando: «La tecnica generale della composizione non mostra tendenze avanzate: di fatto anche i più piccoli elementi strutturali sono concepiti e applicati con classica serietà e rigore. Ci sono elementi imitativi, canonici e strettamente contrappuntistici».
Di tutt’altro avviso Giuliano Zosi, per il quale l’Ottavo Concerto rappresenta in ogni senso una «esplodente, entusiastica, giovanile testimonianza di innovazione, una lezione di fresca assimilazione delle punte più avanzate della scrittura contemporanea».
Da parte sua, Luca Lombardi evidenzia la «estrema direzionalità» dell’Ottavo Concerto (che si contrappone alla «pluridirezionalità» del precedente Settimo Concerto); si è dunque in presenza di un’opera che procede in una direzione ben precisa in un’unica corsa, talvolta incontrando alcuni ostacoli, ma sempre con inflessibile decisione. Lo stesso Petrassi ha dato conferma a tale impressione, fornendo al suo interlocutore la seguente spiegazione: «È un Concerto che ho scritto in un periodo in cui temevo per la mia vista e quindi l’ho scritto con una specie di rabbia, con una specie di esaltazione».
Giacomo Manzoni evidenzia invece come nell’Ottavo Concerto trovi risalto «un gusto della materia sonora e anzi direttamente acustica che costituisce il fascino primario di talune pagine dell’ultimo Petrassi, rimandando per certi versi al tipo di ricerca orchestrale condotta a suo tempo da Varèse». 

## Struttura della composizione
Per Emilio Ghezzi, l’Ottavo Concerto parrebbe contraddire l’idea di organicità che solitamente caratterizza un ciclo come quello dei Concerti di Petrassi, secondo cui ogni opera successiva supera e ingloba la precedente. In effetti, il maestro ritorna nell’Ottavo alla suddivisione in tre movimenti distinti (già utilizzata nel Primo Concerto), peraltro contrassegnati solo dall’indicazione metronomica. Tuttavia, la precisa direzionalità espressiva (già sottolineata da Luca Lombardi) si rivela ben lontana dalla radicale disgregazione linguistica del Settimo Concerto. Di questo suo lavoro, Petrassi ha precisato che nell’Ottavo Concerto «la tensione prende il posto della forma: l’Ottavo si configura come meccanismo delle varie tensioni».
Dal punto di vista della struttura intervallare, Giacomo Manzoni evidenzia come Petrassi si sia posto nel comporre il concerto l’obiettivo di evitare l’abuso dell’intervallo di seconda minore sostituendolo con quello di seconda maggiore, da cui deriva l’emergere in numerosi momenti dell’opera sia di agglomerati pentatonici, sia di successioni melodiche per toni interi.
- I. Primo movimento

Il primo movimento inizia pianissimo, praticamente ai limiti dell’udibilità, come negli ultimi tre precedenti. Sono i contrabbassi con sordina a dare l’avvio eseguendo una serie ascendente di 14 semicrome, nelle quali è esaurito il totale cromatico, salvo una nota; pertanto una (la seconda nota) è ripetuta altre due volte ed un’altra (la decima) ritorna immediatamente dopo l’undicesima. Al comune ascoltatore riesce ben difficile rendersi conto di tali particolari, come pure del fatto che dei 13 intervalli frapposti tra le 14 note contigue ben otto sono di seconda (alcuni maggiore, altri minore). Comincia già qui a evidenziarsi l’intervallo di seconda maggiore che è il protagonista, seppure occulto, dell’intero Concerto. Nella conversazione con Luca Lombardi, Petrassi ebbe a dichiarare al riguardo: «Ho scelto di proposito un intervallo molto pericoloso, che è la seconda maggiore, e questo proprio per stanchezza dell’uso della seconda minore e dei suoi derivati: nona minore, settima maggiore, e così via», e aggiunse che la seconda maggiore è assai pericolosa in quanto «un séguito di seconde maggiori porta alla scala esatonale». Ma, aggiunge Massimo Mila, l’aggregazione dei due aspetti della scala esatonale produce il totale cromatico. 
Il brusio indistinto dell’introduzione viene interrotto quattro volte dall’intervento di archi pizzicati sul ponticello (la prima volta con accompagnamento della xilomarimba e con l’eco sommessa dei legni, la terza volta con séguito d’un forte crescendo su una nota di violini secondi, viole e violoncelli). Alla quarta interruzione il discorso prende un altro andamento, con il sommesso brontolio dei timpani che copre una frase delle viole, un tremolo in punta d’arco, costituente una citazione delle prime due battute del Quinto Concerto. Si arriva ad una breve zona oscura del movimento dove tra incisi degli archi pianissimo, secchi strappi di pizzicato e accenti isolati dei timpani l’ascoltatore ha la percezione di un marasma acustico, rotto dal tremendo suono fortissimo dei quattro tromboni, echeggiato da un breve intervento di timpani e violini in pizzicato. Poi è il ritorno del brusio, con i legni che paiono intrecciare bizzarri ghirigori e gli archi che suonano ampiamente divisi (i violoncelli in ben nove parti!). L’episodio, punteggiato dalle sonorità della xilomarimba e dagli archi pizzicati, dopo una sommessa volata ascendente delle viole e dei flauti (oltre agli ultimi ghirigori dei fagotti), si arresta su una pausa di mezza battuta, unico spazio vuoto di una inarrestabile corsa di particelle elementari.
Il movimento di tensioni convulse viene seguito da una fase in cui prevalgono i suoni lunghi degli archi, punteggiata dall’intervento di xilomarimba, timpani e ottoni con sordina di cartone. Gli strumenti a percussione prevalgono sul sia pur nutrito settore degli archi divisi in 12 parti (che diventano 15 quando intervengono anche le viole). Un motivo delle trombe (composto di 5 semicrome ascendenti) pare voler affidare agli ottoni il filo del discorso, ma per poco in quanto subentra un vivace pizzicato dei violini (divisi in 4) che chiama in causa i legni (qui Petrassi chiede ai flauti di «soffiare sulle note», mentre «come un soffio» è richiesto ai clarinetti di suonare il loro motivo in arabesco). Ai legni subentrano gli ottoni (trombe e tromboni)  cui seguono gli archi con un trillo acuto, ma il momento di sommessa oscurità è bruscamente interrotto dai timpani che precedono un trillo di xilomarimba e xilofono in posizione strettissima di dissonanza; è un momento del Concerto in cui l’intervallo di seconda protagonista (stavolta di seconda minore) si impone con particolare ostinazione. 
Un motivo ascendente delle trombe conduce ad un nuovo episodio, che si presenta come un grandioso corale dei fiati in cui hanno una netta prevalenza trombe e tromboni, divisi in quattro parti ciascuno. L’episodio, che si distingue per il suo carattere marziale, è caratterizzato dall’impetuosa ascesa degli archi, ben presto raddoppiata e prolungata dai fiati, come una grande ondata che solleva l’intera orchestra.
All’episodio marziale segue il ritorno delle oscure mezze tinte formate di sussurri, suoni flautati, rapidi vortici di flauti e clarinetti, ghirigori di fagotti. La quiete è turbata per un attimo da archi pizzicati e timpani, ma il rullare di questi ultimi (e della grancassa) si fa gradualmente più sommesso e il movimento poco per volta si conclude spegnendosi nel silenzio da cui aveva preso inizio.
- II. Secondo movimento

Il secondo movimento ha un andamento molto calmo e in esso si nota la fusione di un flessibile contrappunto con l’adozione di soluzioni coloristiche di grande raffinatezza. Si nota all’inizio la prevalenza di tinte sonore scure a opera degli strumenti nel registro grave, ma la successiva entrata di flauti, oboi e violini primi in registro sopracuto pare voler instaurare una sorta di doppio discorso ai due estremi della gamma sonora. Poco per volta, i fiati entrano tutti in campo, abbondantemente suddivisi fra tre oboi, quattro clarinetti e corno inglese, tre fagotti, due coppie di corni, quattro trombe; tutti, insomma, salvo i tromboni che sembrano confermarsi personaggi individuali del concerto. Per un momento, i fiati paiono mettere gli archi da parte dando vita a un dialogo accalorato, progressivamente sempre più fitto, serrato e impetuoso. Poi, al culmine dello scatenamento dei fiati i violini ritornano con un lungo trillo, mentre una brusca e assai rapida quartina discendente del clarinetto basso e dei fagotti conclude la prima parte del movimento centrale, che per Massimo Mila ha la funzione di prologo del tempo lento vero e proprio. 
Questo inizia con una breve cadenza della xilomarimba (e qualche tocco di xilofono) che, dopo poche battute, viene raccolta da una figura ricurva dei flauti, seguiti dagli archi. Questi ultimi portano il discorso in una zona acuta, un’oasi di lirismo estatico, seguita da sussurri, ghirigori e fruscii dei legni. La musica si acquieta in una lenta curva di cinque aggregazioni di corni e violoncelli in bicordi di seconda maggiore, l’intervallo protagonista del concerto. 
L’episodio si conclude ben presto con un punto coronato su un accordo dissonante sospeso di flauti, corni, violoncelli e xilomarimba. Dopo una breve sosta, vi è un altrettanto breve intermezzo dei timpani che si esibiscono in caratteristici effetti di glissando, poi tocca al trombone dare l’avvio alla quarta ed ultima sezione del tempo lento. Segue l’intervento degli archi gravi che si producono in un irrequieto tremolio di arpeggi incrociati, ascendenti e discendenti, mentre i violini primi eseguono un flautato in gamma acuta. I fiati, da parte loro, danno inizio a un motivo di marcia, lenta ma regolare, introdotto da clarinetti e oboi cui si aggiungono flauti e fagotti. È un motivo formato di linee incrociate, accordi dissonanti che vedono il ritorno dell’intervallo protagonista di seconda, maggiore e minore, che conduce a un graduale processo di «evaporazione sonora» per usare le parole di Bruno Maderna. Dopo un’ultima velocissima fuga delle viole, il movimento si conclude con un sommesso rullo dei timpani sotto lunghi accordi dei fiati che suonano come «soffio d’aria».
- III. Terzo movimento

L’ultimo movimento del concerto sembra rifarsi, secondo Manzoni, al gusto «italiano» di precedenti opere orchestrali di Petrassi quali l’Ouverture da concerto (1931) e la Partita per orchestra (1932) per via del melodizzare robusto, a tagli netti ed elaborato con grande sapienza contrappuntistica.
A parte alcuni momenti di quiete, in questo movimento prevalgono le sonorità energiche. L’inizio è affidato a violini e viole che espongono un motivo ascendente, caratterizzato dagli ampi intervalli e dall’accento su ciascuna nota. Fanno eco gli ottoni e i legni e la musica prende toni dai forti contrasti, con archi e fiati che si alternano esprimendosi in modo impetuoso e aggressivo. La direzione ascendente ed il suono volutamente aspro fanno ritenere a Massimo Mila che qui vi sia un ritorno del giovanile periodo neoclassico di Petrassi.
Al travolgente avvio segue un momento di tregua concesso da lunghe note tenute delle trombe con sordina muta e di tre violoncelli soli; si ode un insistente ma lieve tocco di timpani, mentre i clarinetti eseguono pianissimo una terzina discendente, ripetuta sedici volte. 
Quando le tre note della terzina dei clarinetti si riuniscono in una triade di suoni frullati, comprendente l’immancabile intervallo protagonista di seconda maggiore, si ha il ritorno di sonorità energiche; ai violini che partono di slancio con ampi intervalli ascendenti fanno eco gli ottoni, con tromboni e trombe che in entrate successive producono una discesa di scale uniformi. Le scale non sono diatoniche, né esattamente esatonali benché rivelino una spiccata tendenza in questa seconda direzione. L’energico intervento degli ottoni è seguito da un travolgente passaggio delle percussioni, mentre i fiati eseguono strette triadi dissonanti. 
Mentre gli archi calano d’intensità, riducendosi ad un tremolo fino a tacere del tutto, le trombe annunciano una forte scala ascendente, anch’essa né diatonica, né propriamente esatonale. Le percussioni concludono questa fase del movimento conducendola a un culmine di violenza sonora. Segue una nuova parentesi di calma, un breve episodio affidato alle sole percussioni in cui ha la prevalenza il caratteristico timbro legnoso di xilomarimba e xilofono. 
Dopo che i timpani passano da un rumore di fondo a sonorità ben più intense, si ha il rientro dell’intera orchestra. Gli archi conducono linee convergenti (con violini e viole che scendono, mentre violoncelli e contrabbassi salgono) di seconde maggiori più soffici che stridenti. Si entra in una fase in cui di tanto in tanto fanno capolino momenti di violenza sonora, fin quando dopo un breve botta e risposta tra archi e legni ha inizio un lungo episodio quieto che conduce a un singolare passaggio, con flauti e ottavino, clarinetti e clarinetto piccolo che producono cinque acciaccature (artificio che altera la durata delle note) richiamanti versi di uccelli.
Poi è la volta degli archi ad avere il predominio per un lungo episodio di lirismo estatico, che conduce a un passaggio affidato alle percussioni con i secchi tocchi di tamburo, presto doppiati dai timpani. Gradualmente archi e fiati cedono il passo alla percussione brutale di grancassa e timpani, che ristabiliscono il clima di violenza sonora. Si assiste a un caos con i vari strumenti che cercano di emergere in qualche modo, fin quando sessanta rintocchi di tamburo mettono tutti a tacere lasciando la parola ai timpani per il loro ultimo intervento. Questi ultimi si fermano brevemente a tratti, ma gli archi, divisi in venti parti, non riescono ad emergere con il loro brusio in quanto grancassa e tamburi provvedono a colmare gli spazi lasciati dai timpani che, a quattro battute dalla fine, riproducono il famoso rintocco nello Scherzo della Nona Sinfonia di Beethoven. La tracotanza del rintocco beethoveniano, conclude Mila, si adatta al risvolto psicologico dell’Ottavo Concerto che ha dato la mossa in quella direzione dove non ci sono molti tentennamenti, non ci sono zone incerte o un po’ paludose per arrivare da un punto all’altro.

## Discografia parziale
- BBC Symphony Orchestra, Zoltán Peskó (Warner Fonit)
- Netherlands Radio Symphony Orchestra, Arturo Tamayo (Stradivarius)